# Багдасарян, Гурген Торгомович
Гурген Торгомович Багдасарян (арм. Գուրգեն Բաղդասարյան; род. 26 октября 1955, Ереван, Армянская ССР) — советский борец вольного стиля, тренер, двукратный чемпион СССР (1983, 1984), чемпион Европы (1980), обладатель Кубка мира (1977). Мастер спорта СССР международного класса (1977).

## Биография
Начал заниматься вольной борьбой в 1969 году под руководством Юрия Бабаяна. В 1974—1975 годах входил в состав молодёжной сборной СССР, был призёром чемпионатов Европы и мира в возрастной категории до 20 лет. В 1977 году стал победителем IX летней Универсиады в Софии и обладателем Кубка мира, а в 1980 году завоевал звание чемпиона Европы в весовой категории до 57 кг. В 1983 и 1984 году выигрывал чемпионат СССР, в 1985 году — бронзовую медаль чемпионата Европы.
После завершения спортивной карьеры в 1986 году поступил в Высшую школу тренеров. После её окончания работал в московской СДЮШОР. В 1992 году продолжил заниматься тренерской деятельностью в Германии. С 2010 года является главным тренером в борцовском клубе из города Зульген.

## Спортивные результаты
- Чемпионат СССР по вольной борьбе 1976 года — ;
- Чемпионат СССР по вольной борьбе 1980 года — ;
- Чемпионат СССР по вольной борьбе 1981 года — ;
- Чемпионат СССР по вольной борьбе 1982 года — ;
- Чемпионат СССР по вольной борьбе 1983 года — ;
- Чемпионат СССР по вольной борьбе 1984 года — ;
- Чемпионат СССР по вольной борьбе 1985 года — ;